# Gante-Wevelgem 1997
La Gante-Wevelgem 1997 fue la 59ª edición de la carrera ciclista Gante-Wevelgem y se disputó el 9 de abril de 1997 sobre una distancia de 208 km.
El vencedor fue el francés Philippe Gaumont (Cofidis), que se impuso en un grupo de 19 ciclistas que llegó destacado a la meta. El ucraniano Andrei Tchmil (Lotto-Mobistar) y el belga Johan Capiot (TVM-Farm Frites) completaron el podio.

## Clasificación final
| Posición | Ciclista            | Equipo                      | Tiempo     |
| -------- | ------------------- | --------------------------- | ---------- |
| 1        | Philippe Gaumont    | Cofidis                     | 4h 45' 00" |
| 2        | Andrei Tchmil       | Lotto-Mobistar-Isoglass     | m. t.      |
| 3        | Johan Capiot        | TVM-Farm Frites             | m. t.      |
| 4        | Serguei Outschakov  | Team Polti                  | m. t.      |
| 5        | Andrea Ferrigato    | Roslotto-ZG Mobili          | m. t.      |
| 6        | Henk Vogels         | GAN                         | m. t.      |
| 7        | Stuart O'Grady      | GAN                         | m. t.      |
| 8        | Fabrizio Guidi      | Scrigno-Gaerne              | m. t.      |
| 9        | Johan Museeuw       | Mapei-GB                    | m. t.      |
| 10       | Giuseppe Calcaterra | Saeco-AS Juvenes San Marino | m. t.      |